# Виг, Янош Яношевич
Янош Яношевич Виг — архитектор (руководитель ТАМ «Я. Виг и партнеры»), Вице-президент Демократического союза венгров Украины (1993—1999). Заслуженный архитектор Украинской ССР (1987). Народный архитектор Украины (1995). Лауреат Государственной премии Украины в области архитектуры (1995).

## Биография
Родился в 1947 в Ужгороде. Окончил архитектурный факультет Киевского государственного художественного института (1970). C 1971 года работал в Главном управлении «Киевпроект», с 1991-го — руководитель архитектурной мастерской объёмного проектирования № 11. Организовал архитектурную мастерскую «Янош Виг и партнёры».
Член Союза архитекторов СССР (1978). Действительный член Украинской академии архитектуры (1994).

## Постройки
- Генеральное консульство (ныне посольство) Венгрии в Киеве (1976).
- Реконструкция Мариинского дворца (зал приемов, 1980).
- Фуникулер (1983—1984, в соавторстве).
- Комплекс «Царское село» в Киеве (1980-е — 2000-е гг.).
- Комплекс Высшей партийной школы (ныне институты международных отношений и журналистики) в Киеве (1980-е — 1990-е гг., в соавторстве; Государственная премия Украины в области архитектуры 1995 года).
- Генеральное консульство (ныне посольство) Франции в Киеве (1987).
- Жилой дом Академии наук Украины на Львовской площади (1987).
- Международный бизнес-клуб «Истерн-бридж» СП «Будапешт» (1994) в Киеве.
- Памятный знак в Угорском урочище, Киев (1997, со скульптором Ю. Багаликой).
- Гостиница «Интерконтиненталь-Киев» (1997—2000) в Киеве.
- Жилой дом по проспекту 40-летия Октября (1999).
- Отель-бизнесцентр «Айсберг» по улице Жилянской, (2001).
- Международный выставочный центр в Киеве (2002).

### Нереализованные проекты, незавершенные сооружения
- Новые корпуса Театрального института (1973—1995).
- Левобережный общественно-офисный центр (1970-е — 1980-е гг.).
- Проекты реконструкции Львовской площади (1980, 1988).
- Международный офисно-гостиничный центр на Бессарабской площади (1990).
- Восстановление Сретенской церкви в Киеве(1997–2012).
- Жилой дом по ул. Олеся Гончара, 17–23 в Киеве (2000-е — 2010-е гг.).